# Escoubès-Pouts
Escoubès-Pouts é uma comuna francesa na região administrativa de Occitânia, no departamento dos Altos Pirenéus. Estende-se por uma área de 2,77 km². Em 2010 a comuna tinha 109 habitantes (densidade: 39,4 hab./km²).